# Сухоренч
Сухоренч (пол. Suchoręcz) — село в Польщі, у гміні Кциня Накельського повіту Куявсько-Поморського воєводства.
Населення — 214 осіб (2011).
У 1975-1998 роках село належало до Бидгощського воєводства.

## Демографія
Демографічна структура станом на 31 березня 2011 року:
|          | Загалом | Допрацездатний вік | Працездатний вік | Постпрацездатний вік |
| -------- | ------- | ------------------ | ---------------- | -------------------- |
| Чоловіки | 100     | 24                 | 65               | 11                   |
| Жінки    | 114     | 27                 | 57               | 30                   |
| Разом    | 214     | 51                 | 122              | 41                   |